# Кэмпбелл, Тевин
Тевин Джермуд Кэмпбелл (родился 12 ноября 1976 года) — американский джазовый, поп, соул,нью джек свинг R'n'B, урбан adult contemporary, слоу-джем и хип хоп певец, композитор, автор песен, а также анимационный/саундтрекковый телевизионный и мюзикл-холл актер, открытый гей. Родился в Уоксахачи, штат Техас; он с раннего возраста исполнял госпел в своей местной церкви. Следующее знаковое событие для мальчика: случайное  прослушивание у  джазовой флейтистки и певицы - Бобби Хамфри — произошло 1988 году и в итоге, когда ему было фактически 13 лет, в 1989 году, звукозаписывающий лейбл Уорнер Бразерс заключил с Кэмпбеллом официальный контракт, официально включив его в список, наряду с Майклом Джексоном, с юным голосом которого его часто сравнивали вначале его начавшейся совсем рано карьеры за его впечатляющий гладкий вокальный диапазон. В 1989 году, будучи ещё по сути ребёнком, Кэмпбелл сотрудничал с Куинси Джонсом, исполняя солирующий вокал для «Tomorrow» в записях альбома Джонса «Back on the Block», и выпустил свой платиновый дебютный альбом «T. E. V. I. N.». Альбом включал его самый высокий в отметках(в том числе и по вокальному диапазону) чартовый сингл на тот, и по сей день: «Tell Me What You Want Me to Do», достигший 6-го места в «Billboard» Hot 100. Дебютный альбом также включал синглы «Alone With You» (спродюсированные Al B. Sure и Кайлом Уэстом, с бэк-вокалом K-Ci & JoJo из Jodeci) и «Goodbye».
Его второй альбом, дважды платиновый по продажам, «i’m Ready», выпущенный в 1993 году, включал в себя две высокие чартовые песни, написанные Babyface: «Can We Talk» достиг 9-го места в чартах Hot 100 и 1-го места в чартах Billboard R&B, а также заглавный трек альбома «i’m Ready», который также достиг 9-го места в чартах Hot 100.. В 1996 году Кэмпбелл выпустил свой третий альбом, «Back to the World», который не был столь коммерчески или критически успешным, как его первые два релиза. Его четвёртый и самый последний альбом, «Tevin Campbell», был выпущен в 1999 году, но плохо выступал в альбомных чартах «Billboard».
Помимо музыки, Кэмпбелл начал и актёрскую карьеру, появившись в сиквеле Принса от  «Пурпурного дождя» под названием: «Мост граффити» и сделав гостевые выступления в телевизионных шоу: в ситкоме - «Свежий принц Бель-Эйра », а также в «Моэше», озвучил вымышленную поп-звезду: "Пауэрлайн" и его вокальные партии в Диснеевских: «Каникулах Гуфи» и был представлен в роли "морской водоросли" в бродвейском мюзикле: «Лак для волос» - в 2005 году.
Кэмпбелл выиграл в 5 номинациях "премии Грэмми, что таким образом сертифицировало продажи более чем 4,5 миллионов пластинок в Соединенных Штатах, согласно Ассоциации звукозаписывающей индустрии Америки.

## Ранняя жизнь
Родившийся в Ваксахачи в штате Техас, Тевин Кэмпбелл имел страсть к пению с самого юного возраста. Кэмпбелл родился  вторым ребенком Ронды Берд, бывшей почтовой служащей, которая со временем стала его менеджером. Вместе с ним в семье также родились и его старшая сестра Марке и младший брат Дамарио. Его отец ушел из семьи вскоре после рождения его брата. Кэмпбелл и его отец больше не встречались, пока ему не исполнилось 15 лет. Поскольку его мать была участницей хора в часовне Джейкоба, в баптистской церкви в Ваксахачи, Кэмпбелл, словно его любимые - Стиви Уандер и Майкл Джексон, начал активно тренироваться в пении, начиная с госпела в раннем возрасте, сначала в качестве хориста, а затем и солиста своего хора в часовне в Джошуа в маленьком городке к Югу от Далласа, Техаса. Самой любимой певицей Тевина, оказавшей влияние на его становление в качестве исполнителя, была Арета Франклин, но самую важную роль в этом сыграла и его мать, в прошлом служащая почтового отделения, и ранее  известная членам своей общины как "маленькая Арета". Именно мать подтолкнула Тевина к карьере певца и заставила поверить в себя. У нее самой был хороший голос, она всегда пела и помогла сыну определиться с выбором, чтобы его талант не пропал зря.

## Карьера

### Ранняя Карьера до его совершеннолетия и ранние успешные альбомы

#### 1988—1990: ранняя карьера
В 1988 году подруга матери Кэмпбелла "устроила ему прослушивание" для джазовой флейтистки Бобби Хамфри, когда он случайно спел ей по её телефону во время ее разговора с ней в Нью-Йорке, которая очень сильно повлияла на него, проявив интерес к Кэмпбеллу и сумев привлечь в дальнейшем его к последующему видеовыступлению на Манхеттене, представив в дальнейшем его демо- аудио- и виде-озапись Уорнер Бразерс. Это привело к его встрече с Бенни Мединой, старшим вице-президентом Warner и генеральным менеджером по продажам "черной музыки", который срочно вылетел в Техас, чтобы заключить с ним контракт. Затем Кэмпбелл и его семья переехала в Лос Анджелес, где Кэмпбелл продолжил обучение в частной средней школе под названием: "Sherman Oaks" в том районе и в конце концов закончил ее.
Кэмпбелл был представлен миру музыки: "R&B" -  Куинси Джонсом в августе 1989 года. Дебютным синглом Кэмпбелла стал: «Tomorrow», который достиг 1-го места в чарте синглов "Billboard Hot R&B/Hip Hop в июне 1990 года. это была вокальная версия инструментала 1976 года The Brothers Johnson. Это был ведущий сингл из получившего признание критиков ансамблевого альбома Джонса «Back on the Block», который получил премию «Грэмми» за Альбом года в 1991 году. и после работы с Джонсом и авторами песен и продюсерами, такими как: Сида Гаррет, Кэмпбелл также работал с продюсерами вроде: Michael Walden, Al B. Sure, Babyface и другими для записи другой/его дополнительной вокальной музыки.
Первым его сольным хитом стал сингл: «Round and Round», который в чарте занял 3 место в строчке на R&B чарте в ноябре 1990 и 12-е место в строчке, когда тот был представлен на Billboard Hot 100 в апреле 1991 года. Этот хит был спродюсирован Принсом, а затем он был представлен и показан и в фильме Принса «Мост граффити», и после его появления в 1990-м году в фильме «Мост граффити», Кэмпбелл появился в качестве гостя в следующем году на «Свежем принце Бель-Эйра», сыграв вымышленного подросткового идола «Литтл Тиэй», влюбленного в знаменитость прошлого в Эшли Бэнкса в эпизоде первого сезона «просто увлечение». (В более позднем эпизоде на него ссылались, когда Уилл угрожал уничтожить плакаты Эшли и Тевина Кэмпбелла после того, как он использовал Бейсбольный мяч Уилла с автографом Вилли Мэйс, очищая подпись Мэйса, для тренировки Ватина.) Песня: «Round and Round» принесла Кэмпбеллу номинацию на премию  Грэмми на 33-й церемонии «Грэмми» за за лучшее мужское вокальное исполнение в стиле ритм-н-блюз, но проиграла Лютеру Вандроссу за «Here and Now».

#### 1991—1992: «Т. Е. В. И. Н.» и ранний успех
Кэмпбелл последовал за успехом своих первых двух синглов, выпустив свой дебютный альбом «T. E. V. I. N.» в ноябре 1991 года, который включал синглы R&B hit и R&B-хит номер 1 Кэмпбелла: «Скажи мне, что ты хочешь, чтобы я сделал», а затем «Alone with You» и «Goodbye». «T. E. V. I. N.» достиг 38-го места в чарте «Billboard» 200 и 5-го места в чарте Top R&B/Hip-Hop Albums. Альбом в конечном итоге был сертифицирован и стал платиновым в RIAA за продажу 1 миллиона копий в Соединенных Штатах. Альбом Т. Е. В. И. Н. принес Кэмпбеллу номинацию на премию Грэмми за Лучшее мужское R&B вокальное исполнение на 35-й церемонии «Грэмми», но он проиграл Эллу Джорроу вместе с его альбомом: «Heaven and Earth». Альбом был спродюсирован Джонсом   и Al B. Sure! и был представлен на награждении Майклом Уолденом, среди прочих.
Между интервью и телевизионными выступлениями после выхода «T. E. V. I. N.» он участвовал также в трех специальных проектах: «Handel's Messiah: A Soulful Celebration» - альбоме, удостоенном премии Грэмми, спродюсированном Мервином Ворреном из Take 6; «A Very Special Christmas 2», в котором Кэмпбелл исполнил: «Oh Holy Night»; и «Barcelona Gold» - альбом Летних Олимпийских Игр 1992 года, который также включил в себя и его хит: «One Song».

#### 1993–1995: Альбом: "I'm Ready"("Я готов") и выдающийся успех
Второй альбом певца - выпущенный в 1993 году альбом "I'm Ready", также был спродюсирован Джонсом и Мединой. «Я хотел, чтобы альбом звучал более зрело, чтобы отразить мое нынешнее состояние души», — объяснил Кэмпбелл Джей Ар Рейнольдсу в журнале Billboard в своем интервью. В альбоме: « I'm Ready» («Я готов»)  -  теперь многое говорит о том, кто я теперь, как человек, из-за многих проблем и трудностей, через которые я прошел и преодолел их за последние четыре года или около того. Я надеюсь, что люди увидят, что я уже не тот юнец-подросток, что был во времена моего первого альбома». Альбом был спродюсирован  Babyface и другими.
Среди песен с релиза альбома I'm Ready , выпущенного от октября 1993 года хитом стала песня: "Can We Talk", попав в десятку лучших синглов среди поп-музыки США и номером 1 в стиле R&B в декабре 1993 года; сама песня: "I'm Ready"  - стала хитом R&B в десятке и пятерке лучших в США; в то время как песня: «"Always in My Heart"» - вошла в двадцатку лучших в чарте: "US Hot 100" и заняла 3-е место в чарте R&B. Кэмпбелл также попал в Top 30 R&B со своим четвертым синглом «"Don't Say Goodbye Girl"». Этот альбом был выпущен 26 октября 1993 года и занял 18-е место в "Billboard 200" и 3-ю строчку в чарте Top R&B/Hip-Hop Albums. Альбом получил двойной платиновый статус от Ассоциации звукозаписывающей индустрии Америки за продажу 2 миллионов копий в США. На сегодняшний день после выпуска I'm Ready - стал самым продаваемым альбомом Кэмпбелла, и многие критики посчитали этот альбом наивысшей точкой его карьеры, несмотря на то, что ему было всего на тот момент 16 лет, когда он записал этот альбом. Альбом получил 3 номинации на премию «Грэмми» за: «Лучшее мужское вокальное исполнение в стиле R&B» за песню: «Can We Talk» на 36-й церемонии вручения премии «Грэмми» (но в конечном счете он проиграл  Рэю Чарльзу за: « "A Song for You" ») и «Лучшее мужское вокальное исполнение в стиле R&B» за «I'm Ready» (но он в конечном итоге уступил в этом Babyface вместе с его: «"When Can I See You"») и как лучший R&B-певец-исполнитель на его альбоме: I'm Ready(но в конце концов он проиграл в этом начинании: Boyz II Men вместе с их альбомом II ) на 37-й церемонии вручения премии Грэмми .
В ноябре 1994 года Кэмпбелл был представлен также и в  саундтреке к фильму: Пропавшие миллионы с песней: «"Gotta Get Yo' Groove On"» -  спродюсированной - Джимми Джемом и Терри Льюисом. В сентябре 1994 года Кэмпбелл также принял вокальное участие в записи хитовый R&B-сингл: «U Will Know» в составе супер-поп-соул-группы направления R&B: Black Men United , в которую среди прочих также входил и певец Ашер и который стал саундтреком к соответствующему фильму, то есть: к Узам Братства. В период с 1993 по 1995 год Кэмпбелл выступал на разогреве у публики в определенные дни и часы во время летней части мирового турне Джанет Джексон. В 1995 году Кэмпбелл озвучил персонажа: "Пауэрлайн" в диснеевском анимационном фильме: "Каникулы Гуфи", исполнив песни: «I 2 I» (также называемая как «Eye to Eye») и «Stand Out» в качестве саундтрека к мультфильму. Кэмпбелл появился вместе с певицей Брэнди 28 сентября 1995 года в эпизоде NY Undercover под названием «Digital Underground.Com», исполнив песню: «"The Closer I Get to You"».

### Карьера после совершеннолетия: альбом "назад в мир", небольшой упадок, саундтрекковые, компиляционные и мюзикловые альбомы

#### Альбом: "Back to world", "Назад в мир" и после: 1996-1998
В 1996 году вышел его третий альбом, "Back to the World", продюсером которого выступил Шон Комбс. Альбом достиг 46-й строчки в чарте: Billboard 200 и 11-й в чарте: Top R & B / Hip-Hop Albums. С точки зрения продаж, "Back to the World" - был малоуспешным по сравнению с его первыми двумя альбомами, "T.E.V.I.N." и "I'm Ready", потому что только они смогли достигнуть золотого статуса. Первый сингл с альбома, "Back to the World", достиг 47-й строчки в чарте Billboard 200 и 14-й в чартах R &B, став умеренным хитом. Однако два других сингла -  "I Got It Bad" и "Не могли бы вы научиться любить" - даже не попали в Hot 100: им удалось достичь чартов "R & B" только с очень низкими пиковыми приграничными отметками отметками. Также в 1996 году Кэмпбелл исполнил кавер-версию песни: "The Impossible Dream", которая была включена и записана компиляционном альбомном сборнике: "Rhythm of the Games: 1996 Olympic Games Album"("Ритмы Олимпийских игр 1996 года"). Кэмпбелл также внес свой вклад в трибьют-альбом RCA Victor Records - под названием: "The Songs of West Side Story("Песни Вестсайдской истории")", который был создан в качестве дани памяти и уважения к оригинальному мюзиклу: "Вестсайдская история" и его "экранизации 1961 года". Кэмпбелл также принял участие в создании компиляционного альбома, исполнив свою песню "One Hand, One Heart" - альбома, в котором также, помимо него приняли участие и исполняли свои песни: Селена, Арета Франклин, Фил Коллинз, Патти Лабелль, Натали Коул, Шейла. Е. и All-4-One.

#### 1999–2002: Одноименный четвертый альбом,арест и пауза
23 февраля 1999 года, Кэмпбелл выпустил свой альбом, который стал также и его одноименным альбомом. Альбом был выпущен в стиле неосоул и распространенялся на увядающие неосоул-заведения на тот момент. Альбом был выпущен в спешном порядке, и в результате он попал в чарты ниже R & B Top 30, имея только один сингл, вошедший в Top 30 под названием "Another Way". Над альбомом работали совместно: Вайклеф Жан, Фейт Эванс, Дэвид Фостер и вокалисткка SWV - Coko.
В 1999 году Кэмпбелл еще раз появилась в качестве гостя в популярном шоу "Моэша" с Брэнди, и в главной роли в эпизоде: "The Rite Stuff".
В июле 1999, Кэмпбелл был арестован, после того как домогался с непристойнымм предложениями до офицера полиции под прикрытием во время спец. операции: "Van Nuys" в Калифорнии. Он был замечен в районе начальной школы в непристойных предложениях и круизинга для секса, а также был пойман на хранении марихуаны. Люди ранее заходившие в этот район также жаловались на заходящих автомобилистов на непристойное поведение, домогательства и хуллиганство.
После этого случая, на протяжении 2000 года, Кэмпбелл не появлялся на публике и исчез с глаз общественности. В 2001 году он создал свой компиляционный альбом: The Best of Tevin Campbell.

#### 2003-2008: Бродвейская постановка и отложенный на время альбом
С 2003 по 2004 год Кэмпбелл по-прежнему не появлялся на публике и старался держаться в тени на протяжении этого времени. Однако уже в 2005 году Кэмпбелл появилась на Бродвее в поставленном там мюзикле: "Лак для волос". в роли персонажа - "Морской водоросли" - по имени Си. Джи. Стаббс. Позже Кэмпбелл повторил свою роль Морской водоросли в бродвейской пьесе в постановках Мельбурна и Сиднея в Австралии. Он работал над постановкой вплоть до 2011 года. В период с 2006 по 2007 год Кэмпбелл мало появлялся на публике из-за своей приверженности Бродвею. В мае 2008 года Кэмпбелл выпустил интернет-альбом под названием Альбом: 2008, который никогда ранее не звучал - альбом, который никогда раньше никто никогда не слышал и не видел - компиляцию ранее неопобликованных аудиозаписей. При помощи Rambo House Media альбом был выпущен на онлайн-платформе iTunes и был распродан на сайте магазина Amazon, который был выпущен в качестве средства тестового маркетинга некоторых материалов и записей, первоначально записанных ранее - в 2002 году. После шести месяцев общей доступности Кэмпбелл решил запретить, далее, скачивание неопубликованных ранее материалов онлайн, и его музыку теперь стало больше и впредь нельзя услышать или приобрести на этих сайтах. По состоянию на 2019 год, Кэмпбелл не давал никаких упоминаний и неизвестно, будет ли он впредь когда-либо переиздавать упомянутый неопубликованный материал.
В начале 2009 года музыкальный продюсер Нарада Майкл Уолден заявил, что Кэмпбелл работает над новым материалом, который должен быть выпущен в начале 2009 года. Однако так ничего и не было выпущено. Также в 2009 году Кэмпбелл появился на BET Awards 2009, отдав дань уважения О’Джейсу вместе с Треем Сонгзом, Tyrese и Джонни Гиллом.
В мае 2010 года Кэмпбелл выступил на "The Mo'Nique Show". Он сказал, что многие люди хотели, чтобы он снова начал работать над новой музыкой, и он начал подумывать о возвращении. В ноябре 2010 года он был показан в ремейке песни Куинси Джонса под названием "Секретный сад". В ремейке приняли участие Ашер, Робин Тик, Тайриз Гибсон, LL Cool J и Барри Уайтом. На TV One One в шоу "Жизнь после" начали вновь рассказывать о жизни и карьере Кэмпбелла, а также о его возвращении. С 2011 по 2012 год Кэмпбелл появлялся то тут, то там. В 2013 году Кэмпбелл выступил с концертом под названием "Tevin Campbell в Кейптауне" и был частью: "Divos Tour 2013" как в Южной Африке, так и во время поездки в Лондон, чтобы выступить на: O2 Arena, а также выступил на: "One Man, One Nation, One Celebration" - на поминальной службе в честь Нельсона Манделы состоялась на FNB Stadium.

#### 2014–настоящее время: Возвращение к музыке и на телевидение
14 июня 2014 года Кэмпбелл выступил со своим  концертом в B.B. King’s Blues Club & Grill в Нью-Йорке под названием: "Вечер с Тевином Кэмпбеллом" и получил положительные отзывы среди критиков. Было официально объявлено, что он работает над новым альбомом в сотрудничестве с продюсером Тедди Райли, певицей Фейт Эванс и рэпером T-Pain. 5 июля Кэмпбелл выступил на музыкальном фестивале Essence Music Festival 2014 в Новом Орлеане. Спектакль получил отличные отзывы. Голос Кэмпбелла появился на треке под названием: "Let it Flow" вместе с Натури Нотон на альбоме Full Force "С любовью от наших друзей", который был выпущен 26 августа 2014 года.
В ноябре было объявлено, что Кэмпбелл подписал контракт с музыкальной группой Spectra Music Group. 14 августа 2015 года Кэмпбелл появился в Конференц-центре Анахайма в Анахайм, Калифорния за редким исполнением его песни "I 2 I" из саундтрека "A Goofy Movie" в конце воссоединения актеров "A Goofy Movie", состоявшегося во время четвёртого и ежегодного собрания и встречи актеров в рамках D23 Expo.
29 сентября Кэмпбелл был показан в ремейке песни "Может быть, завтра", первоначально записанной: The Jackson 5. Эта песня была включена в девятый студийный альбом джазового музыканта Аарона Бинга "Awakening". 29 ноября 2015 года Кэмпбелл исполнил свою песню "Can We Talk", в то время как Кеннет "Babyface" Эдмондс играл на фортепиано в рамках трибьюта, посвященного Эдмондсу, который был удостоен награды Legend Award на 2015 Soul Train Music Awards. На трибьюте альбома выступили Brandy, Fantasia Barrino, Boyz II Men, Бобби Браун и сам Babyface, в который вошли некоторые из написанных им хитов.
Кэмпбелл выпустил новый сингл со своего пятого альбома под названием "Safer on the Ground" на iTunes и Google Play. Песня стала популярным синглом и была доступна для бесплатной трансляции днем ранее на SoundCloud. Когда Кэмпбелла спросили о новом альбоме в интервью веб-сайт журнала Jet, Кэмпбелл рассказал репортёру, что песня напомнила ему о современном "Скажи мне, что Ты хочешь, чтобы я сделал". В интервью Кэмпбелл также заявил, что песня — это песня о любви, о разбитом сердце, но для него она олицетворяет скромность и безопасность, говоря о разочаровании музыкальным бизнесом на ранних этапах его карьеры. Кэмпбелл заявил, что он не согласен с новым звучанием современной R & B музыки и хочет, чтобы его музыка была и оставалась "аутентичной".
19 марта 2019 года Кэмпбелл объявил, что появится в четвертом сезоне драматического сериала OWN по сценарию "Королева Сахара" в неожиданном для фанатов видео, опубликованном на странице трансляции шоу на Facebook со съёмочной площадки. Новость появилась через несколько месяцев после того, как режиссёр сериала Ава Дюверней написала в твиттере, что она "осуждает любую клевету на Тевина Кэмпбелла со стороны миллениалов и сказало что найдет какой-либо способ как-то включить его в эпизод (не объясняя как) "Сахарной королевы" — на общих принципах и началах".

## Артистизм
Кэмпбелл - альтино-контртенор с вокальным диапазоном почти в четыре октавы. Его вокальный диапазон простирается от E2 до D6 в песне: "Tell Me What You Want Me to Do". В начале его карьеры его часто сравнивали с Майклом Джексоном за его "плавный и текучий... вокал и впечатляющий диапазон", что, по словам Кэмпбелла позже, оказало на него чрезмерное давление, несмотря на то, что это - было для него "большим комплиментом".

## Публичный имидж

### Сексуальность и сексуальная ориентация
Личная жи́знь Кэмпбелла много лет и то что он держал её в строжайшем секрете — давала повод для до́лгих лет спекуляций по поводу его сексуальности и сексуальной ориентации ещё с того времени как он был совсем юным и начал петь, так как он никогда не говорил про что-то, или кого-то конкретного, не обращаясь к чему-то конкретно именно, что и разогревало почву для этих спекуляций. В 2018 году он заявил, что не может понять, почему людей до сих пор так интересует, гей он или нет.
Ходили слухи, что Куинси Джонс подвергал его его сексуальному насилию в несовершеннолетнем возрасте, на что Кэмпбелл со своими заявлениями каждый раз отрицал это. В 2020 году он пригрозил подать в суд на Жаклин Райт за её заявления в своих откровениях о том, что он стал известной личностью в шоу-бизнесе, из-за того, что якобы некогда подрабатывал в эскорт-услугах и остался в основном в шоу-бизнесе якобы благодаря "этому", и за то, что он якобы по её словам продолжает подобную "подпольную деятельность" и сегодня.
Кэмпбелл прикрепил свой emoji значок с радужным флагом на свой профиль в Twitter в 2019 году, а также эмодзи с символом Скорпиона и белоголового орлана. Позже Кэмпбелл высказал предположения о своей сексуальности в Твиттере 8 марта 2022 года, ответив пользователю Твиттера, который говорил о том, что, по их словам, их мать думала о сексуальности некоторых известных музыкантов; Кэмпбелл ответил словами “Тевин есть”, радужным флагом и холодным смайликом. Позже певец удалил этот твит. 17 августа 2022 года Кэмпбелл выступил с обращением к поклонникам, что он наконец-таки решил раскрыть себя перед всеми в качестве гея в своем интервью подкасту People Every Day. Он сказал поклонникам, что хотя он признался своей семье в 19 лет, что он гей, он не понимал своей сексуальной ориентации до тех пор, пока не ушёл из музыкального бизнеса, что практически не оставило ему времени, чтобы полностью "переварить всё это".